# Jambische dimeter
De jambische dimeter, of quaternarius, is een versvorm bestaande uit twee metrische eenheden, waarvan elk is opgebouwd uit twee jamben.

## Latijn
De klassieke Latijnse poëzie is kwantitatief van aard: bij het bepalen van zware en lichte lettergrepen is niet klemtoon, maar de lengte van lettergrepen op basis van morae van belang. De quaternarius kan in twee vormen voorkomen. Enerzijds acatalectisch, dat wil zeggen dat er geen lettergreep ontbreekt aan het vers. De laatste lettergreep van het vers kan echter wel anceps (ofwel lang of kort) zijn. In theorie kan elke jambe daarenboven vervangen worden door een anapest, dactylus, spondee, tribrachys of proceleusmaticus; dit proces van vervanging heet substitutie.
Aeterne rerum conditor,
noctem diemque qui regis
et temporum das tempora
ut alleves fastidium. (Ambrosius van Milaan. Aeterne rerum conditor)
Anderzijds kan de quaternarius catalectisch zijn, wat wil zeggen dat een vers bestaat uit drie en een halve jambe; de laatste lettergreep blijft anceps.
Ades, pater supreme,
quem nemo vidit umquam,
patrisque sermo, Christe,
et spiritus benigne. (Prudentius. cath. 6)